# Sven-Bertil Andersson
Sven-Bertil Andersson, folkbokförd Sven Bertil Andersson, född 17 september 1951 i Mjällby församling, Blekinge län, är en före detta allsvensk fotbollsspelare.
Under sin aktiva tid var han med om att ta upp Mjällby AIF från fjärdedivisionen till högsta ligan. Tillsammans med bland andra sina bröder, Bosse (född 1954) och Rolf-Inge Andersson (född 1955), utgjorde han den lokalt fostrade stommen i A-lagstruppen under klubbens framfart i svensk elitfotboll på 80-talet.
Bortsett från gästspelet i Karlskrona AIF 1974 var han Mjällby trogen (428 seriematcher) fram till dess att han valde att varva ner i några av de lokala småklubbarna.
Vid sidan av fotbollen arbetar han som pälsdjursuppfödare. Hans son Jonas har också spelat fotboll för Mjällby.